# Пілерс

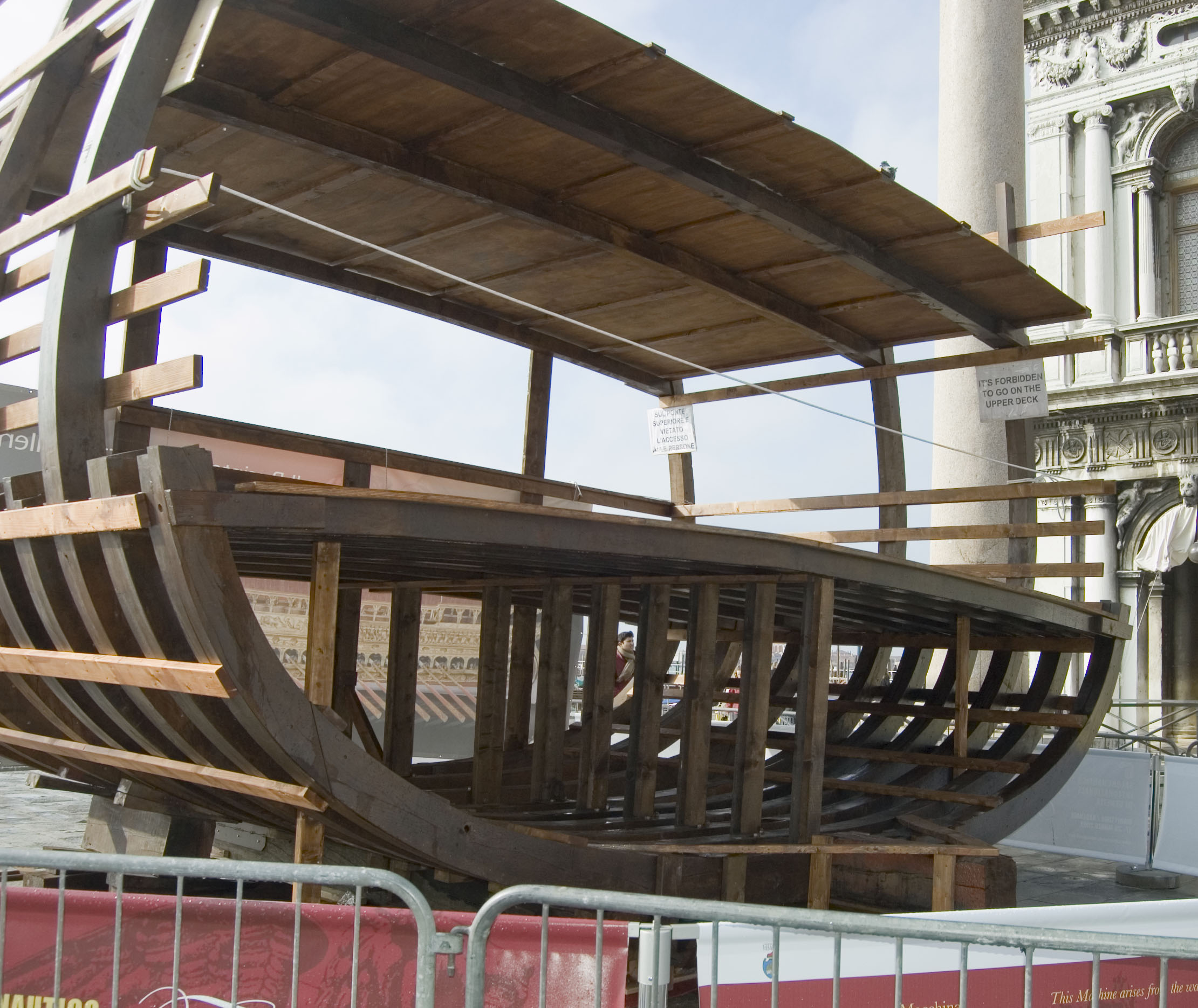
Фрагмент конструкції венеціанської галери «Бучінторо». Уздовж осі у трюмі встановлений ряд пілерсів

Пі́лерс (англ. pillars, множина від pillar — «стовп, підпора») — вертикальний стояк, що підтримує бімс, а з ним і палубу судна, беручи на себе її вагу, а також вагу палубного вантажу та обладнання. Належить до елементів набору корпусу надводного судна.
При багатопалубному компонуванні конструкції судна пілерси зазвичай встановлюються один під одним під кожною палубою і в трюмі, так, щоб утворювалась єдина пряма лінія, уздовж якої вага вантажу передається з палуб на перекриття днища. У суднобудуванні пілерси можуть бути як стаціонарними, так і відкидними.

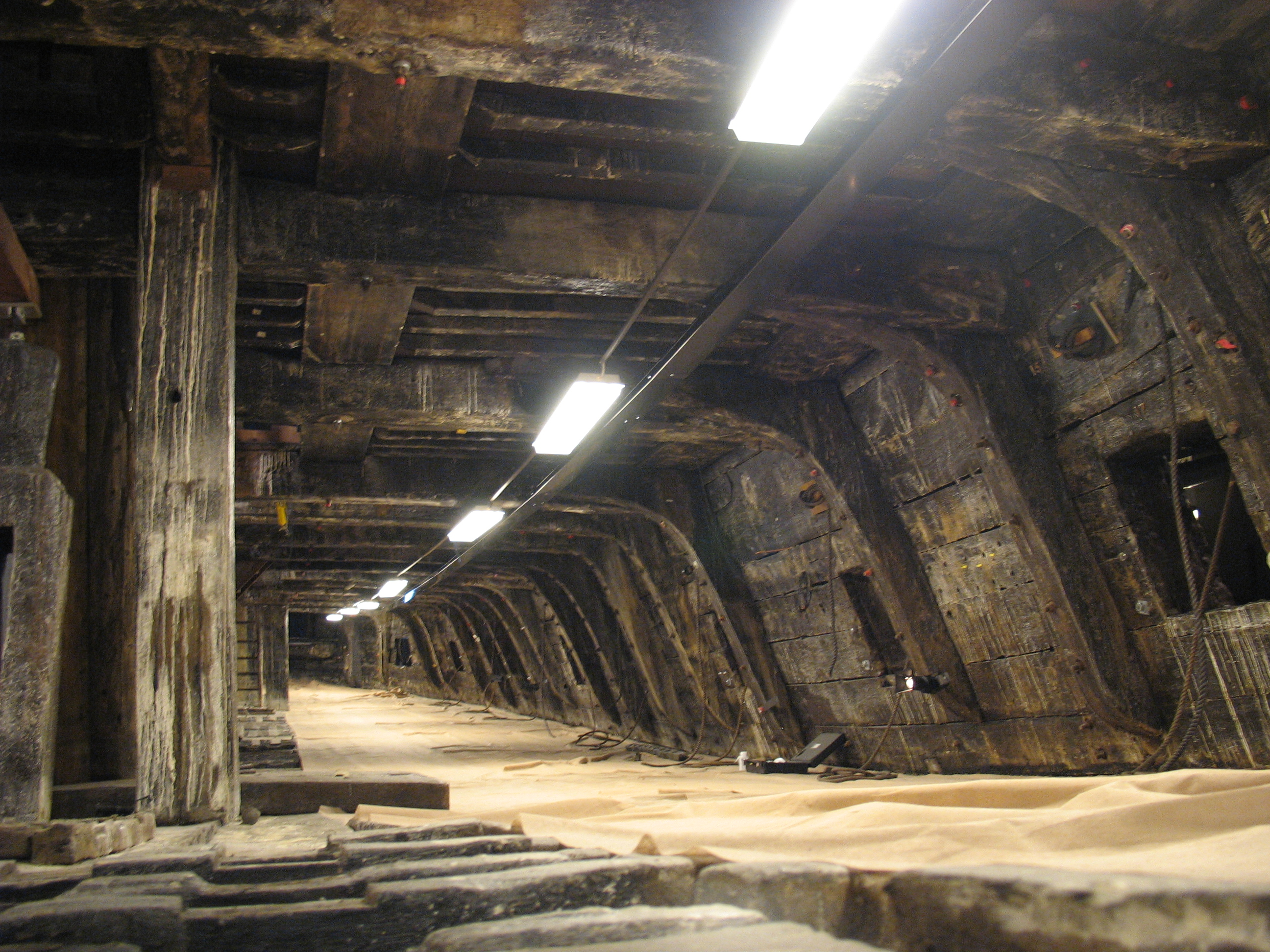
На гарматній палубі галеона «Ваза» (1628), ліворуч видно пілерси, що підтримують бімси верхньої палуби.

Кінці пілерсів з'єднуються з балками суднового набору за допомогою книць, до бімсів кріпляться за допомогою наголовників, а до самої палуби — спеціальними башмаками.
Пілерси можуть мати круглу чи будь-яку іншу форму поперечного перерізу, проте оптимальним вибором їх профілю вважається товстостінна труба. Нерідко в суднобудуванні використовуються також зварні пілерси, що складаються з декількох профілів (швелера, кутника, листа тощо).